# زيارة الأربعين (رحلة)
زيارة الأربعين هي رحلة سنوية تُقام في مدينة كربلاء المقدسة في العراق. وهو أكبر تجمّع في العالم على الإطلاق، ومن المتوقع أن يصل عدد الحجاج إلى أكثر من 22 مليون حاج في عام 2023. يهدف الحج إلى تكريم وفاة الإمام الشيعي الثالث، الحسين بن علي، حفيد النبي محمد . قُتل الحسين في معركة كربلاء سنة 680م. إن كلمة "الأربعين" تعود إلى اليوم الأربعين بعد وفاة الحسين. في حين أن زيارة الحسين لا تُعتبر فريضة إسلامية عند الشيعة، مثل الحج (الحج إلى مكة)، فإنها تلعب دورًا لا يتجزأ في الحياة الدينية للشيعة. إن الثقافة كما ذكر أحد الباحثين توفر طرقًا للتعبير عن المشاعر الاجتماعية ومن منظور علم الاجتماع، فإن قواعد المشاعر هي "طرق مناسبة للتعبير عن الإحساس الداخلي". كذلك فإن الزيارة تستخدم بشكل مباشر أو غير مباشر للتعبير عن الحزن على الحسين.

## أهمية زيارة الأربعين
إن الرقم 40 له مكانة مهمة في ضوء الإسلام. وقد أكد القرآن على أهمية الأربعين: (وَوَٰعَدْنَا مُوسَىٰ ثَلَٰثِينَ لَيْلَةً وَأَتْمَمْنَٰهَا بِعَشْرٍۢ فَتَمَّ مِيقَٰتُ رَبِّهِۦٓ أَرْبَعِينَ لَيْلَةً ۚ وَقَالَ مُوسَىٰ لِأَخِيهِ هَٰرُونَ ٱخْلُفْنِى فِى قَوْمِى وَأَصْلِحْ وَلَا تَتَّبِعْ سَبِيلَ ٱلْمُفْسِدِينَ) بينما ورد في الحديث أيضًا أن الأرض تنعى على موت المؤمن أربعين صباحًا. وأيضًا، وفقًا لتعاليم أهل البيت عليهم السلام، فإنه يحمل أهمية روحية خاصة. وأما الإمام الحسين فقد روى الإمام الباقر أن السماء بكت على الحسين أربعين صباحًا، حتى طلعت الشمس حمراء، وغربت حمراء.

## واجبات المعزين
قال الإمام الحسن العسكري: علامات المؤمن خمس:
- صلاة إحدى وخمسين (أي الفرائض اليوميّة وهى سبع عشرة ركعة والنوافل اليومية وهي أربع وثلاثون ركعة)
- زيارة الأربعين
- التختم باليمين
- تعفير الجبين بالسجود
- الجهر ببسم الله الرحمن الرحيم.[6][7]

هناك بعض الواجبات التي يجب على المعزين مراعاتها خلال أربعين الإمام الحسين عليه السلام. وهي كما يلي:
- زيارة الأربعين
- قراءة الزيارة للإمام واتخاذه قدوة في كل شيء.
- العيش بسلام مع محبي الإمام الحسين والمسلمين
- انهض ضد الظلم وساعد المظلومين ولا تطع حاكمًا جائرًا كما فعل الحسين
- تجديد العهد والحب والارتباط بأهل البيت عليهم السلام.[8]

وبالتالي يُخصص الشيعة جزءًا من هذه المسيرة للدعاء للمسلمين المظلومين، وخاصةً فلسطين.

## طالع أيضًا
- مسيرة الأربعين
- زيارة عاشوراء
- معركة كربلاء
- روضة خواني [الإنجليزية]
- عاشوراء
- تاسوعاء

## روابط خارجية
- زيارة الأربعين
- زيارة الأربعين